# Caduta della Repubblica di Venezia
La caduta della Repubblica di Venezia fu il processo che portò all'occupazione francese della Repubblica di Venezia da parte di Napoleone Bonaparte e alla sua dissoluzione il 12 maggio 1797.

## Contesto storico

### Repubblica di Venezia

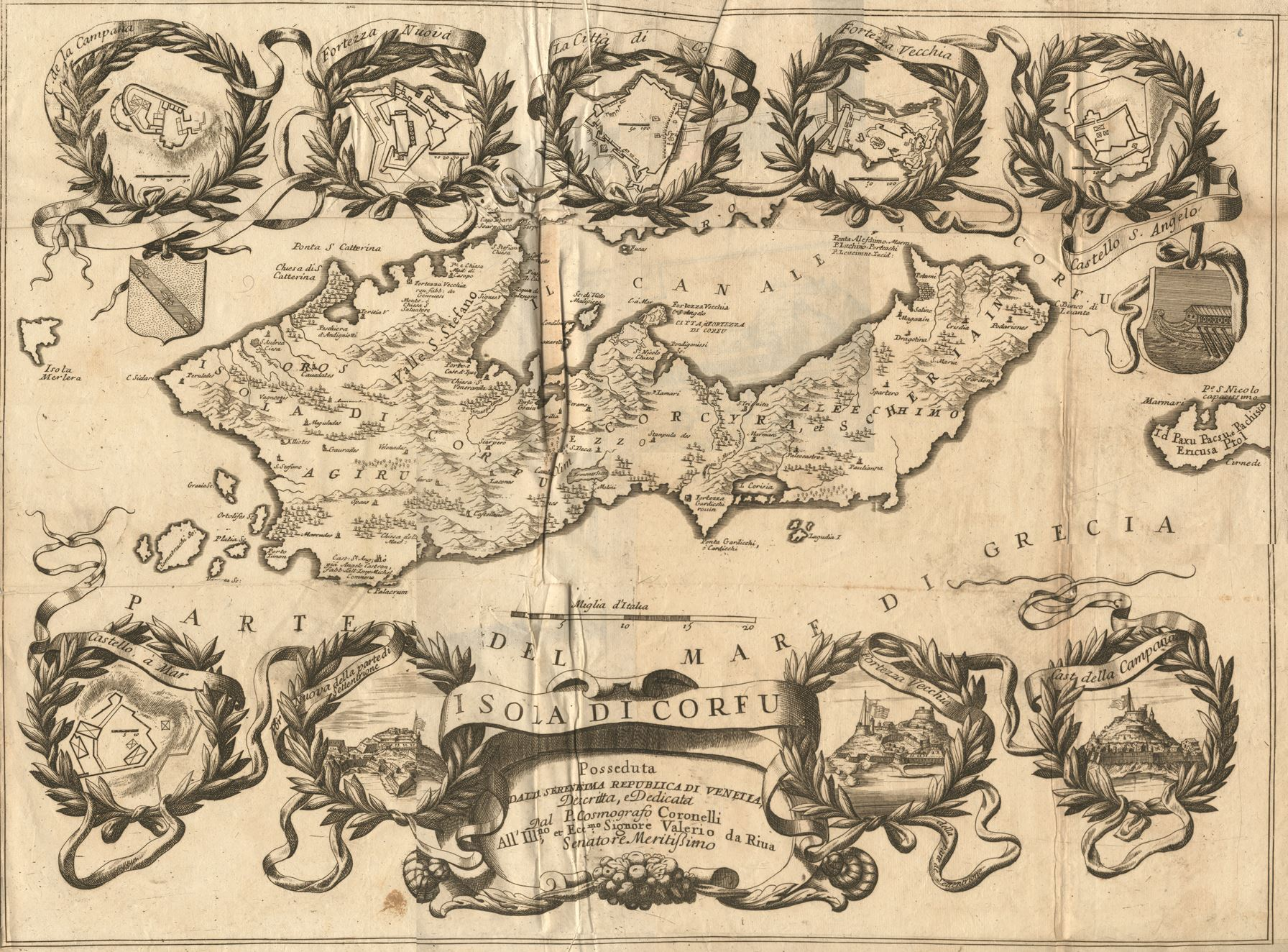
Le principali fortezze dell'isola di Corfù. Tra il XVI e il XVII secolo la Repubblica di Venezia fortificò numerose città dei suoi domini

La seconda metà del XVII secolo comportò per la Repubblica di Venezia un serie di sconfitte militari iniziate con la guerra di Castro (1643-1644) e proseguite con le guerre turco-veneziane. Contro l'Impero ottomano Venezia combatté la guerra di Candia (1645-1669) che comportò la perdita dell'isola di Creta, mentre la guerra di Morea (1684-1699) consentì con la pace di Carlowitz l'acquisizione del Peloponneso, perso però pochi anni dopo con una seconda guerra (1716-1718) conclusasi con la pace di Passarowitz.
Inoltre i domini di Terraferma della Repubblica furono interessati dalla guerra di successione spagnola (1701-1714) a cui Venezia partecipò seguendo la dottrina neutralità armata. A causa del ridotto numero di truppe rispetto agli eserciti imperiali la neutralità armata era l'unica dottrina perseguibile, questa prevedeva di difendere con piccole unità le numerose piazzaforti dotate d'artiglieria presenti sul territorio e di lasciare le campagne in balia degli eserciti stranieri.Le sconfitte militari incisero negativamente anche sul piano finanziario, a fronte di entrate pari a 4000000 di ducati all'anno, alla conclusione della guerra di successione spagnola il debito pubblico salì a 1200000 ducati, per poi aumentare a 3723000 in seguito alla pace di Passarowitz. Il XVII secolo comportò anche una decisa contrazione dei traffici commerciali e dell'industria manifatturiera, relegando l'economia veneziana a una dimensione prettamente regionale. 
Il XVIII secolo vide invece una lieve ripresa economica, mantenendosi però sostanzialmente costante, così come la demografia, per tutto il secolo. Nonostante la lenta crescita economica il patriziato veneziano più ricco si arricchì ulteriormente, aumentando così le spese nell'ambito del lusso, mentre a livello edilizio si limitarono solamente rinnovamento delle strutture e infrastrutture già esistenti. L'aristocrazia veneziana inoltre non percepì l'inizio della rivoluzione industriale, mantenendo quindi le sue politiche su posizione conservatrici, ostacolando importanti riforme istituzionali come la fondazione delle compagnie commerciali e della camera di commercio.

### Francia

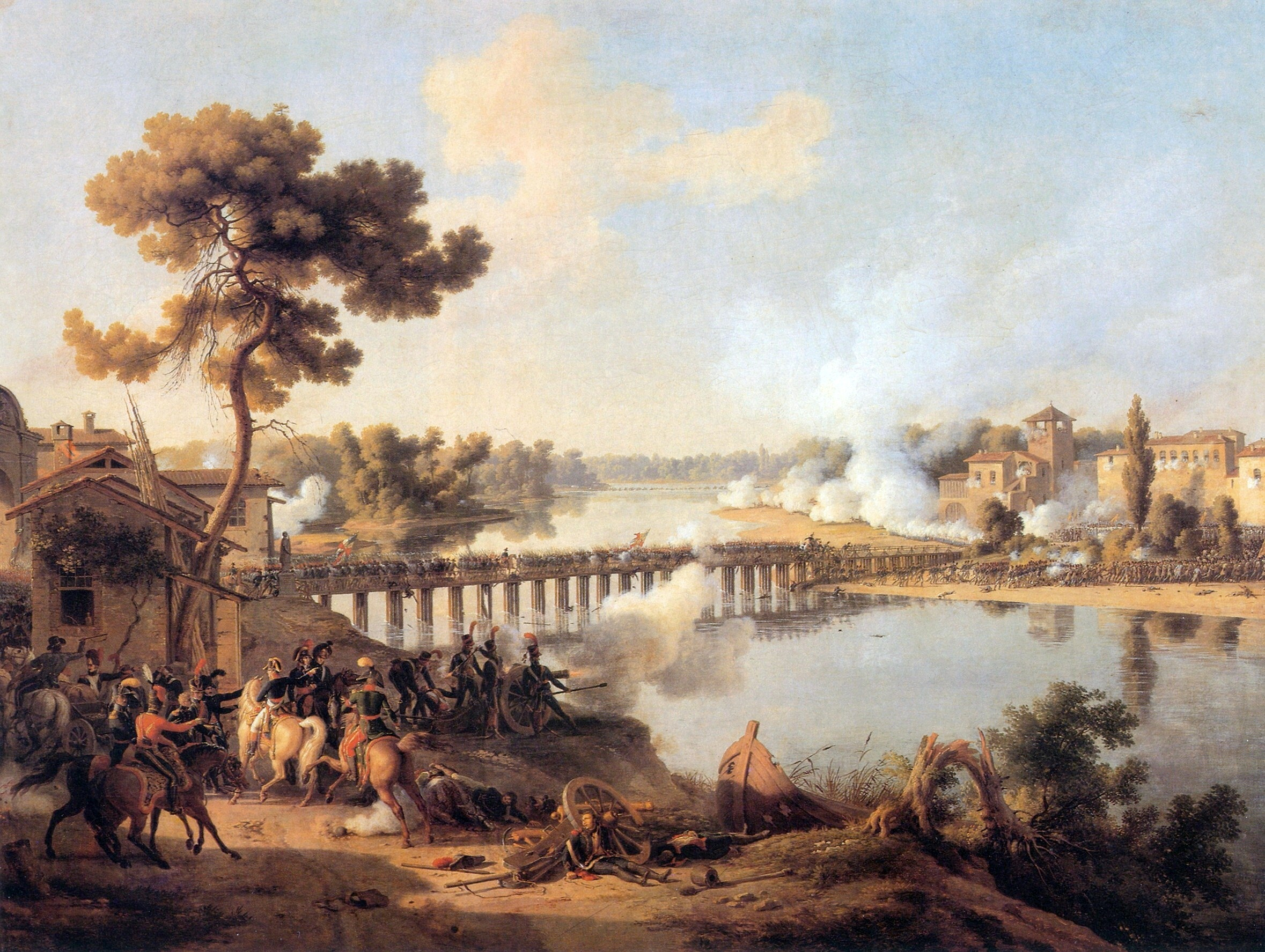
Napoleone nella battaglia di Lodi il 10 maggio 1796

Analogamente alla Repubblica di Venezia, anche per il Regno di Francia il XVIII secolo comportò un periodo di crisi. Durante il regno di Luigi XVI i privilegi dell'aristocrazia francese e il progressivo aumento del debito pubblico causarono un diffuso malcontento tra l'opinione pubblica. A causa della situazione critica in cui versava la Francia, il re fu convinto a convocare gli Stati generali il 5 maggio 1789, dando così inizio alla rivoluzione francese. In seguito alla presa della Bastiglia del 14 luglio 1789 i rivoltosi obbligarono il re a scendere a patti con l'Assemblea nazionale costituente, che nel 1791 portò alla nascita della monarchia costituzionale. La rivoluzione preoccupò le principale monarchie europee dell'Ancien Régime: l'Austria, la Russia e la Prussia si allearono quindi nella Prima coalizione, alla quale la Francia dichiarò guerra nel 1792. 
Con lo scoppio della guerra la monarchia fu rovesciata, fu proclamata la prima Repubblica francese e il re, condannato per alto tradimento, fu ghigliottinato il 21 gennaio 1793. La crisi in cui era precipitata la Francia si aggravò ulteriormente con l'insurrezione dei legittimisti e lo scoppio delle guerre di Vandea. In questa situazione caotica il Comitato di salute pubblica di Maximilien de Robespierre prese la guida della Francia e instaurò il cosiddetto Regime del Terrore, durante il quale represse nel sangue qualsiasi opposizione politica. Questo periodo terminò nel 1795 con la nascita del Direttorio, che pianificò una grande offensiva contro le forze reazionarie europee: un attacco principale avrebbe investito da ovest gli Stati del Sacro Romano Impero che attraversavano il Reno, mentre una spedizione di disturbo avrebbe colpito gli austriaci e i loro alleati da sud, passando attraverso l'Italia settentrionale.
Nel marzo del 1796 il Direttorio affidò il comando della campagna d'Italia al ventisettenne Napoleone Bonaparte. Alla testa dell'Armée d'Italie Napoleone il 9 aprile 1796 attaccò il Regno di Sardegna riuscendo a dividere l'esercito sardo da quello austriaco dopo le battaglie di Montenotte, di Millesimo e Dego. La campagna proseguì con la battaglia di Mondovì, che costrinse alla resa Regno di Sardegna il 28 aprile con la ratifica dell'armistizio di Cherasco. L'avanzata napoleonica proseguì nella Lombardia austriaca dove l'8 maggio sconfisse nella battaglia di Fombio alcune truppe austriache. Questi avvenimenti costrinsero il 9 maggio il governatore di Milano, l'arciduca Ferdinando d'Asburgo, a fuggire con la famiglia a Bergamo, nella Repubblica di Venezia. L'esercito austriaco sotto la guida del generale Johann Peter Beaulieu fu poi sconfitto il 10 maggio nella battaglia di Lodi, causando il ritiro dei soldati austriaci verso la Repubblica di Venezia.

### Relazioni diplomatiche
Repubblica di Venezia
     Regno di Francia
     Stati della monarchia asburgica

La situazione territoriale europea nel 1789:
Repubblica di Venezia
Regno di Francia
Stati della monarchia asburgica

La classe dirigente della Repubblica di Venezia vide sostanzialmente di buon occhio la convocazione degli Stati generali del 5 maggio 1789 e anche la presa della Bastiglia, ipotizzando l'inizio di una serie di riforme atte a modernizzare la Francia. Già ad agosto però con l'abolizione dei privilegi dell'aristocrazia, le prospettive del patriziato veneziano mutarono radicalmente. Nel gennaio del 1790 gli Inquisitori di Stato furono incaricati di censurare le opere rivoluzionarie e di controllare i flussi migratori dalla Francia, costituiti principalmente dagli aristocratici in fuga. In seguito alla tentata fuga a Varennes del re di Francia, nonostante le richieste dell'ambasciatore francese, la Repubblica di Venezia insieme alle altre monarchie dell'Ancien Régime non riconobbe la legittimità del governo rivoluzionario. Quando nel novembre del 1791 però, in seguito alla dichiarazione di Pillnitz, il governo del Regno di Sardegna contattò la Repubblica di Venezia per partecipare alla Prima coalizione, questa per evitare un'ulteriore espansione della monarchia asburgica rifiutò.
L'avanzata francese nel Regno di Sardegna però allarmò l'aristocrazia veneziana, che per far fronte all'emergenza elaborò due diverse linee programmatiche: la neutralità armata e la neutralità disarmata. Il principale promotore della neutralità armata era il procuratore Nicolò Erizzo, la sua linea prevedeva di non riconoscere il governo rivoluzionario, contrastare la propaganda rivoluzionaria e rinforzare l'esercito con l'assunzione di mercenari svizzeri da collocare nelle numerose città dotate di mura e artiglieria, vista la grande dimensione dell'esercito francese. La neutralità disarmata era invece promossa da Francesco Battaglia, che confidava nelle forze della Prima coalizione e secondo il quale un'eccessiva pressione fiscale dovuta al riarmo dell'esercito avrebbe provocato una rivoluzione anche a Venezia. Nonostante l'incremento della censura e l'assunzione di soli 3000 miliziani, a prevalere fu la linea della neutralità disarmata.
La neutralità della Repubblica di Venezia, se nelle intenzioni dei promotori aveva lo scopo di non inimicarsi eccessivamente i belligeranti, nei fatti scontentò entrambi. Nel giugno del 1792 gli austriaci invitarono Venezia a partecipare alla Prima coalizione, in risposta la gran parte della flotta veneziana fu ricollocata nelle isole ionie per evitare qualunque possibile confronto; un ultimo invito fu infine respinto il 17 novembre 1792. Nonostante ciò il governo marciano consentì agli austriaci di transitare per le proprie terre, consentendogli quindi di raggiungere i ducati di Mantova e Milano e di fare provviste. Venezia inoltre collaborò con l'Austria per rinforzare la censura contro la propaganda rivoluzionaria e ospitò numerosi nobili francesi espatriati, tra i quali il conte di Lilla, futuro re Luigi XVIII. Per non irritare l'altra parte in seguito alla rivoluzione Venezia non chiuse le ambasciate in Francia e il 26 gennaio 1793 riconobbe il governo rivoluzionario, quando ancora a Venezia non si era venuti a conoscenza del regicidio. Nel 1794 dopo un altro rifiuto da parte di Venezia a scendere in guerra con la Francia, i rapporti con questa iniziarono a stabilizzarsi: fu inviato un nuovo ambasciatore e il 21 aprile 1794 il conte di Lilla fu espulso da Verona.

## Svolgimento dell'occupazione

### L'arrivo dei francesi nella Lombardia veneziana

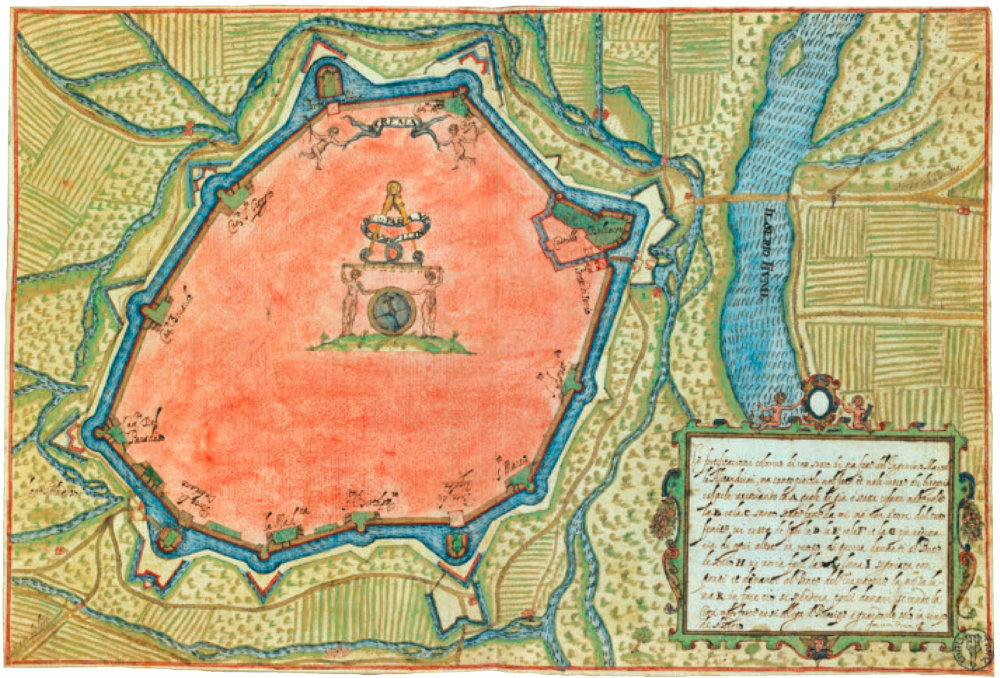
Le fortificazioni della città di Crema nel XVII secolo

Il 10 maggio 1796 i soldati austriaci sconfitti da Napoleone nella battaglia di Lodi si ritirarono in massa verso i territori neutrali della Repubblica di Venezia. L'11 maggio, un reggimento di 2000 soldati francesi guidati dal generale Louis Alexandre Berthier all'inseguimento degli austriaci, si fermò sotto le mura di Crema valicando il territorio neutrale della Repubblica di Venezia. Giambattista Contarini, podestà della città, non avendo ricevuto istruzioni specifiche da parte del governo veneto ed essendo la città sostanzialmente sguarnita di uomini e artiglieria fu costretto ad acconsentire al passaggio dell'esercito straniero e a concedergli rifornimenti e provviste. Il 12 maggio arrivarono a Crema anche il generale Napoleone Bonaparte e il commissario di guerra Antoine Christophe Saliceti, che fece rimostranze per l'asilo concesso dalla Repubblica di Venezia ai nobili francesi e per il passaggio nel cremasco concesso tre giorni prima alle truppe austriache di Wilhelm Lothar Maria von Kerpen. Mentre Napoleone entrava a Crema, il Senato veneto nominò il 12 maggio Nicolò Foscarini provveditore generale in Terraferma (una carica analoga al generale dell'esercito) il quale però nel corso della sua carriera non si era mai occupato di questioni militari. Il generale si insediò a Verona il 18 maggio e comandò all'esercito, così come già sperimentato durante la guerra di successione spagnola, di difendere esclusivamente le città fortezza, nonostante il numero di uomini e artiglieria fosse totalmente insufficiente. La situazione della città si aggravò ulteriormente il 23 maggio quando l'esercito francese richiese provviste per 10000 uomini minacciando di usare altrimenti la propria capacità bellica.
Il 27 maggio 1796 Napoleone giunse anche a Brescia, dove fu raggiunto da due emissari del Foscarini, che gli consegnarono una lettera in cui il provveditore si lamentava delle minacce di guerra subite dalla città di Crema. Dalla sua posizione di forza Napoleone intimò ai due emissari di allontanare le truppe austriache del generale Beaulieau giunte a Peschiera, i quali però si giustificarono rivelando le pessime condizioni dell'esercito veneto. A causa dei critici rapporti con la Francia, Venezia si oppose alle richieste dell'ambasciatore imperiale di fornire, seppur segretamente, viveri e magazzini alle forze asburgiche. Il 29 maggio la divisione francese del generale Pierre François Charles Augereau entrò a Desenzano, e in quella notte attraversò in forze il Mincio, mettendo in fuga gli austriaci verso il principato vescovile di Trento. Il 30 maggio fu recapitata a Napoleone una nuova lettera di protesta in cui il Foscarini lamentava i danni portati dalle truppe francesi al loro passaggio ed esigendone il rimborso. Napoleone allora convocò il Foscarini a Peschiera minacciandolo di dichiarare guerra alla Repubblica di Venezia e di aver intenzione di inviare il generale Andrea Massena alla conquista di Verona, città di fondamentale importanza strategica per l'inseguimento delle truppe austriache.

### L'apertura dei territori veneti alle truppe di Napoleone

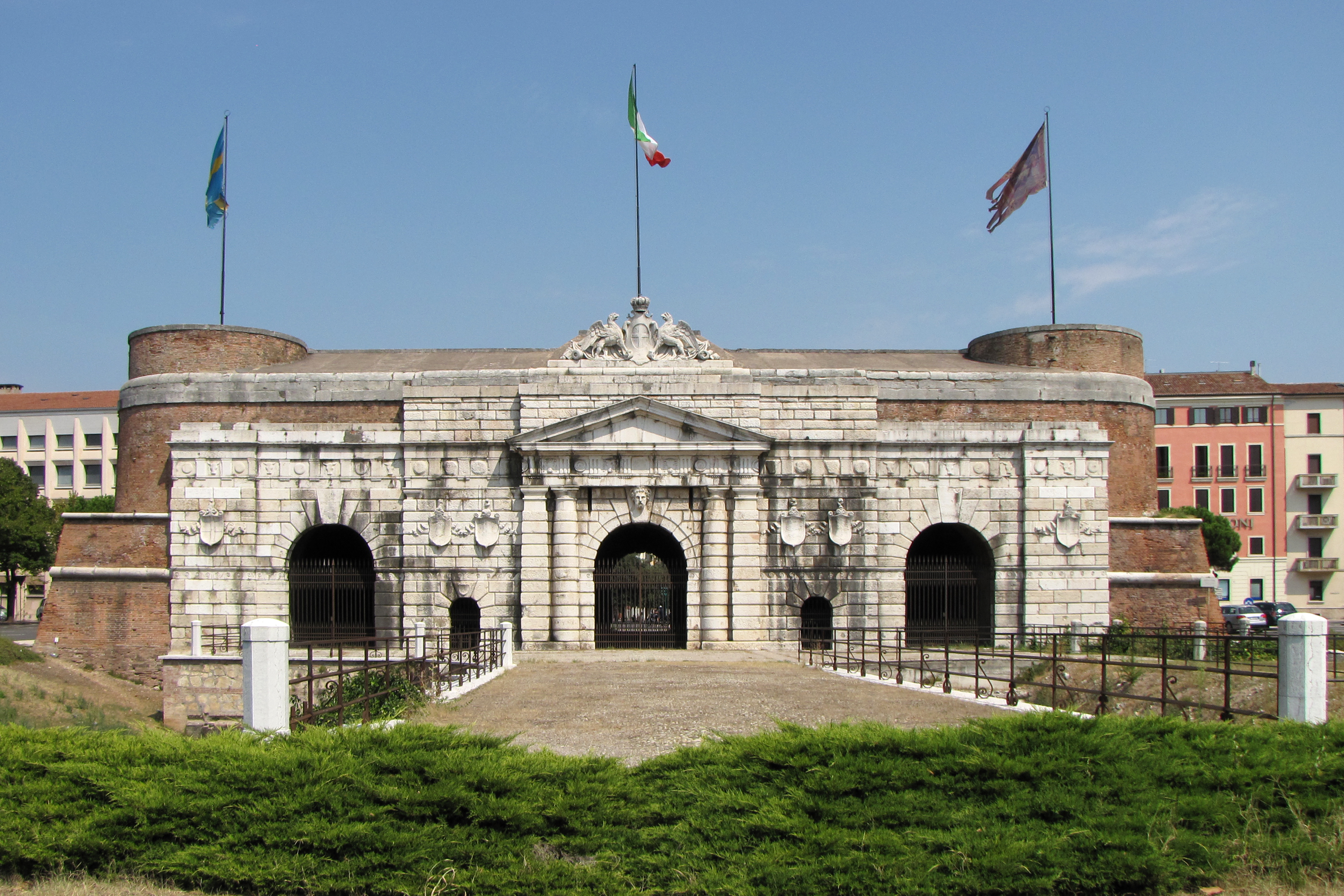
La Porta Nuova di Verona, città in cui il 1º giugno 1796 fu concesso l'ingresso alle truppe di Napoleone

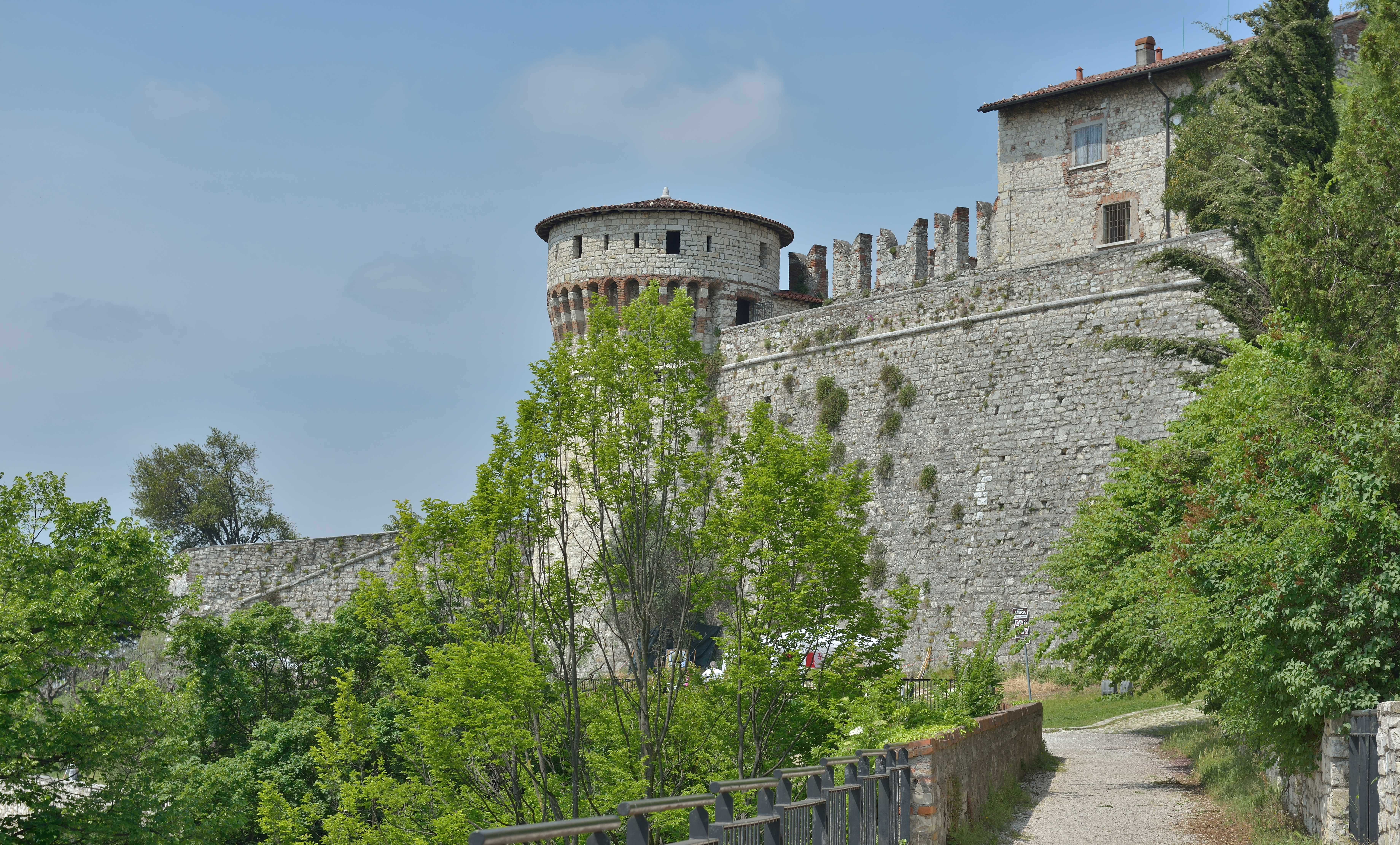
Il castello di Brescia, occupato dai francesi il 31 luglio 1796

Il 1º giugno il provveditore Foscarini, desideroso di non provocare ulteriormente Napoleone, acconsentì all'ingresso dei soldati francesi in Verona: le terre di Venezia divennero così campo di battaglia tra gli opposti schieramenti, mentre in molte città si venne progressivamente a creare una difficile condizione di convivenza tra le truppe veneziane, gli occupanti francesi e la popolazione locale.
Di fronte all'impellente minaccia, il Senato impose contribuzioni, ordinò il richiamo della flotta, la coscrizione delle cernide dell'Istria e istituì l'ufficio Provveditore generale alle Lagune e ai Lidi allo scopo di coordinare le misure difensive necessarie ed assicurare la sicurezza della capitale nella persona dell'Ammiraglio Giacomo Nani, coadivuato da Tommaso Condulmer.
Fu, infine, deciso di inoltrare una nota di protesta al Direttorio per la violazione della neutralità e di inviare due Savi del Consiglio presso per incontrare Napoleone e rassicurarlo sulle buone intenzioni della Repubblica: Bonaparte informò gli incaricati della possibilità di offrire l'indipendenza a Milano, dichiarò di considerare chiuso l'incidente di Peschiera e richiese a Venezia la consegna di 20 000 fucili.
Più fosche furono le relazioni degli Inquisitori di Stato i quali informarono il Senato della certa volontà del Bonaparte di impadronirsi della fortezza di Legnago per controllare la navigazione del fiume Adige e la piazzaforte di Mantova, ancora sotto il controllo austriaco.
Il 5 giugno, a Brescia, i rappresentanti del re delle Due Sicilie, Ferdinando, firmarono l'armistizio con Napoleone.
Il 10 giugno giunse in fuga a Venezia il figlio del duca di Parma, Ludovico di Borbone.
Il 12 giugno Napoleone invase anche la Romagna, appartenente allo Stato Pontificio, che il 23 giugno dovette accettare l'occupazione delle legazioni settentrionali. I francesi acquisirono così il controllo del porto di Ancona.
A quel punto, la comparsa di legni armati francesi nell'Adriatico spinse Venezia a rinnovare l'antichissimo decreto che proibiva l'ingresso di navi straniere armate nella laguna di Venezia, provvedendo a informarne rapidamente Parigi. Vennero poi allestite flottiglie e fortificazioni lungo tutta la gronda lagunare e i canali, per bloccare qualsiasi accesso dalla terra e dal mare.
Scriveva in proposito il 5 luglio il Provveditore alle Lagune, ricordando la vittoriosa guerra di Morea contro i Turchi:
(Giacomo Nani, Provveditore generale alle Lagune e ai Lidi.)
Venezia sembrava infatti ormai dare per perduta, come all'epoca della lega di Cambrai, la terraferma. Senza però risolversi a smobilitarla definitivamente per raccogliere le forze. Anzi, sotto l'incitamento dello stesso provveditore alle lagune, il governo fu sul punto di ordinare la mobilitazione e di affidare il comando delle forze di terra al duca Guglielmo di Nassau, ma vi rinunciò per effetto delle congiunte opposizioni austriache e francesi.
Verso la metà di luglio le truppe francesi vennero acquartierate nelle città di Crema, Brescia e Bergamo, per consentire la separazione tra francesi e Imperiali, giunti a una tregua. Al contempo trattative diplomatiche cercavano di spingere Venezia ad accettare un'alleanza congiunta con la Francia e l'Impero ottomano contro la Russia, rompendo la neutralità. 
La proposta fu presa in considerazione dai Savi ma respinta ufficialmente il 22 luglio per timore della reazione contraria delle popolazioni greche e dalmate - ostili ai turchi - e a causa delle notizie dei preparativi del generale von Wurmser, in vista di una controffensiva austriaca dal Tirolo. Nel frattempo, il Senato inviò Francesco Battagia ad affiancare e, in pratica, sostituire il provveditore generale Foscarini, accusato di irresolutezza e incapacità nelle sue trattative con Bonaparte.
L'invio del nuovo provveditore coincise con il provvedimento che istituiva a Venezia pattuglie notturne, composte da bottegai e garzoni e comandate da due cittadini e due patrizi con la finalità di garantire il mantenimento dell'ordine pubblico e con l'istituzione di una milizia cittadina reclutata - alla chetichella ed in ordine nelle valli bergamasche - con la finalità di controllare il "fervore del popolo, senza avvilirlo", per usare le parole degli Inquisitori di Stato. Le due iniziative non scossero minimamente Napoleone, che fece occupare il castello di Brescia il 31 luglio.

### Il fallimento delle offensive austriache

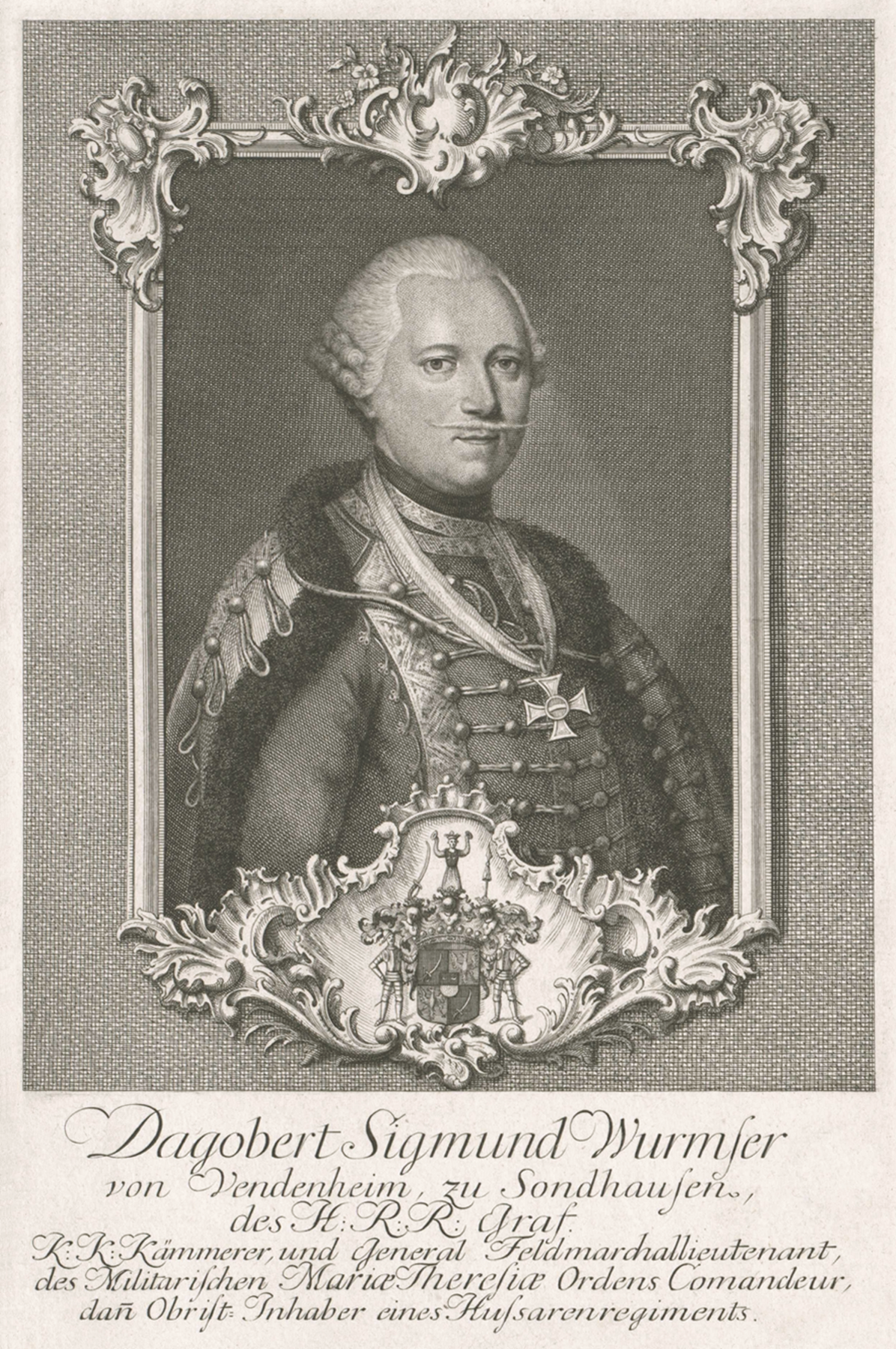
Il generale von Wurmser, comandante imperiale

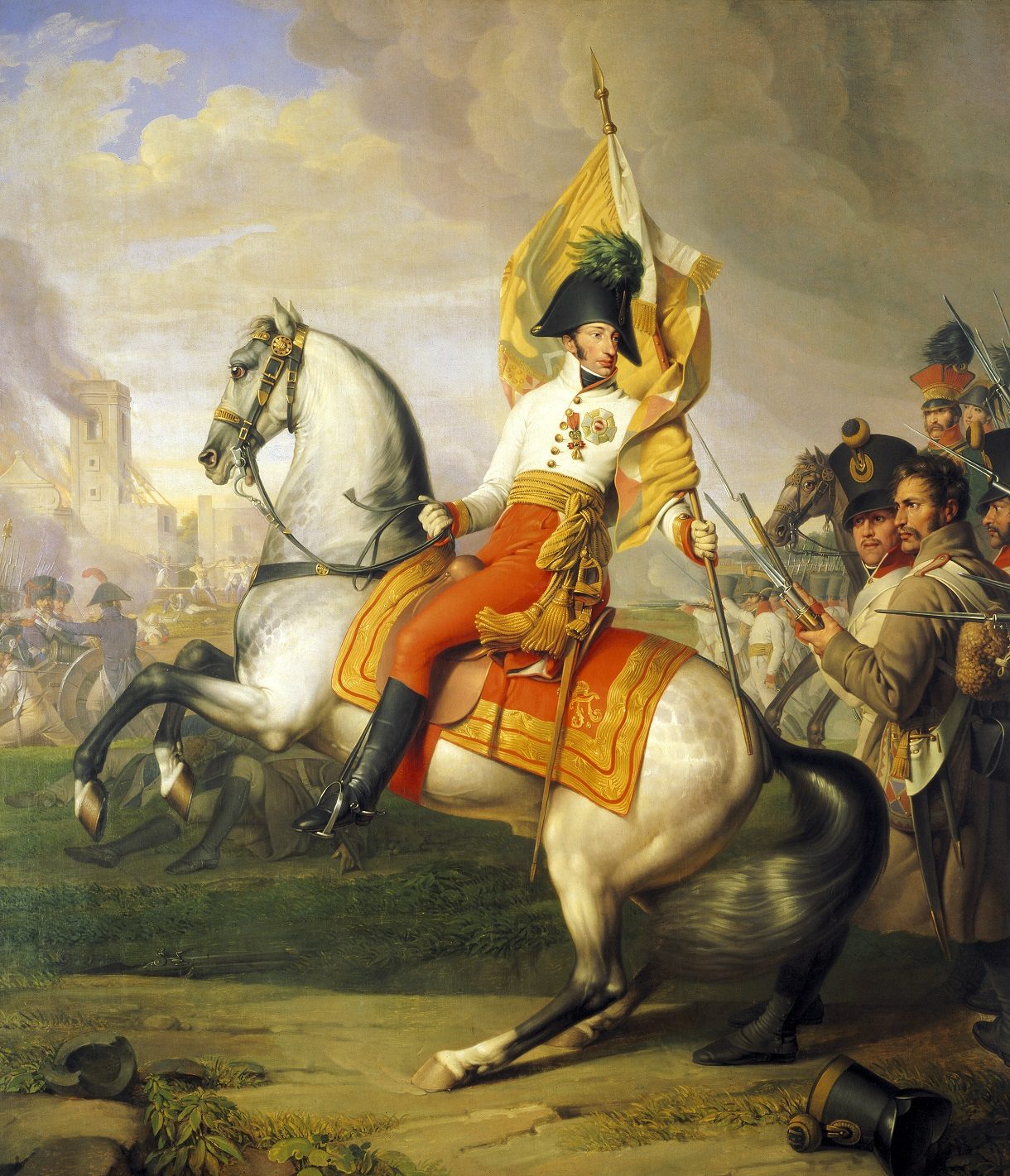
L'arciduca d'Austria Carlo d'Asburgo-Lorena, ritratto all'epoca delle guerre napoleoniche

Il 29 luglio il generale von Wurmser incominciò la controffensiva austriaca, scendendo dal Trentino in una manovra a tenaglia lungo le rive del lago di Garda e il corso del Brenta, tra il territorio veneto e quello mantovano. Le due colonne austriache vennero però fermate rispettivamente a Lonato (3 agosto) e a Castiglione delle Stiviere, dove, nella battaglia combattuta il 5 agosto Würmser venne sconfitto e costretto a ripiegare su Trento.
Riorganizzatosi, Würmser ritentò l'assalto marciando questa volta lungo il corso dell'Adige, ma l'8 settembre gli Imperiali vennero nuovamente e duramente sconfitti nella battaglia di Bassano: costretti a una precipitosa ritirata su Mantova, abbandonarono artiglierie e carriaggi.
Nel corso dell'autunno e dell'inverno la presenza francese nella penisola italiana si andò rapidamente consolidando, tanto che il 15 e 16 ottobre vennero costituite la Repubblica Cispadana e la Repubblica Transpadana, principalmente con la necessità di garantire a Bonaparte un esecutivo locale che gli fosse leale.
Il 29 ottobre gli austriaci, raccoltisi nel Friuli veneto, tentarono una nuova offensiva: al comando del generale Alvinzi von Berberek attraversarono il Tagliamento, superarono il Piave ed il Brenta, sconfissero i francesi nella battaglia di Bassano (6 novembre) ed entrarono a Vicenza, ignorando totalmente la neutralità della Serenissima.
I successi austriaci furono, tuttavia, di breve durata: la battaglia del 12 novembre a Caldiero e la battaglia del ponte di Arcole (17 novembre) bloccarono l'avanzata austriaca mentre la battaglia di Rivoli Veronese - avvenuta il 14 gennaio 1797 - ristabilì la situazione a favore di Napoleone.

### Le rivolte di Bergamo e Brescia

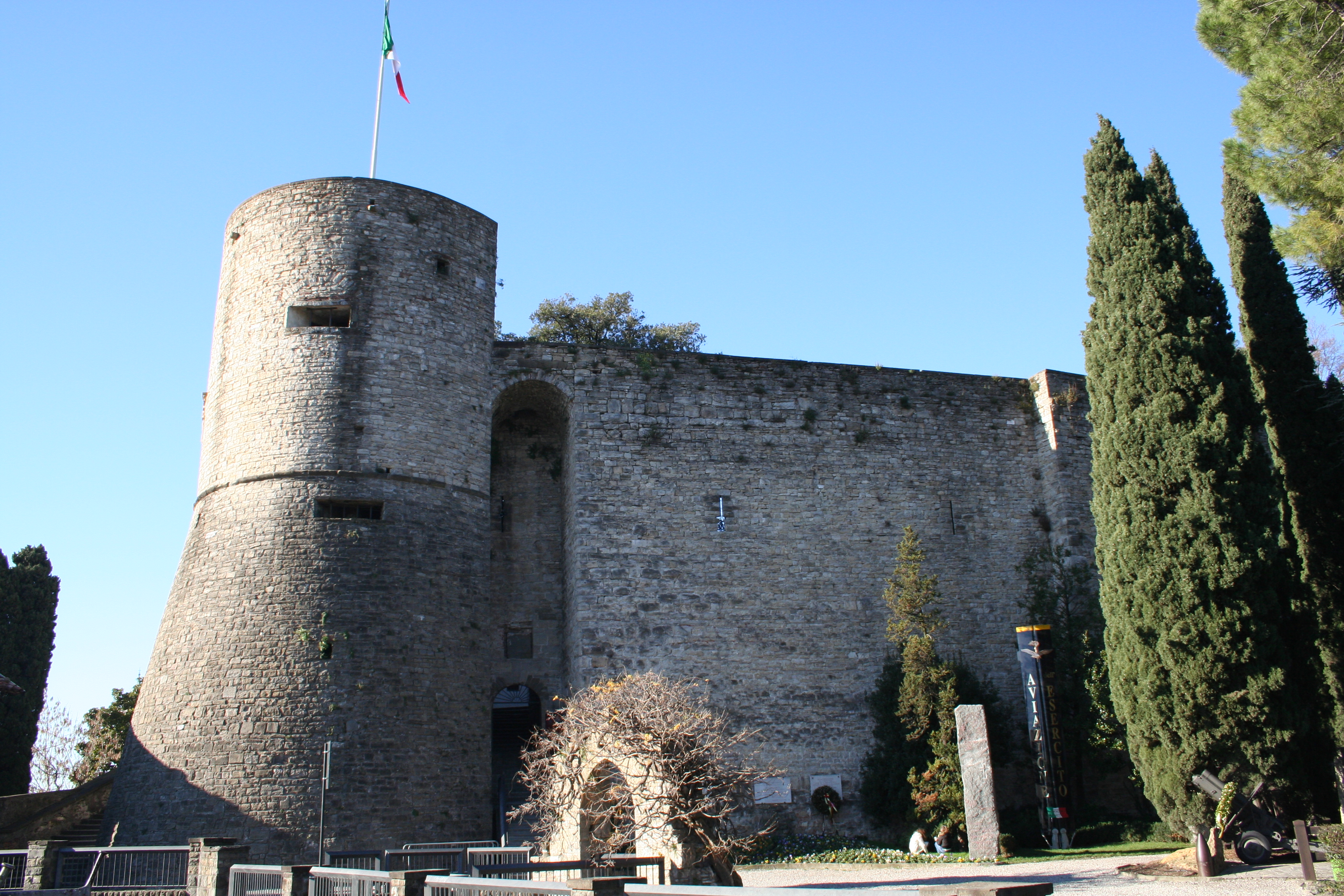
La Rocca di Bergamo, città ribellatasi il 13 marzo 1797

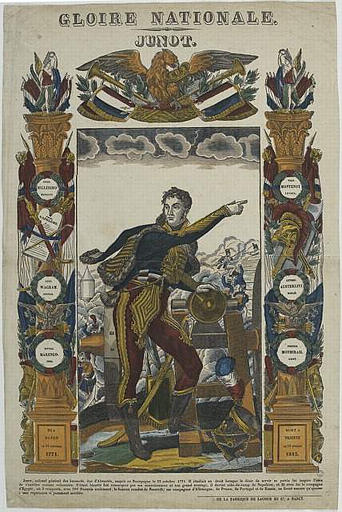
Il generale Junot, comandante francese nel Veneto occupato

Conquistata Mantova il 2 marzo 1797, i francesi si liberarono dell'ultima importante sacca di resistenza asburgica. In tale posizione, gli occupanti finirono per forzare apertamente la democratizzazione di Bergamo, che, su pressione del generale d'Hilliers, si ribellò il 13 marzo all'autorità veneziana. Il 16 marzo, Napoleone, battuto sul Tagliamento l'arciduca d'Austria Carlo, vide finalmente spianata la strada dell'Austria.
Il 17 Marzo iniziò la rivolta di Brescia: il 17 avvenne il giuramento dei cospiratori presso il palazzo Balucanti, già Oldofredi ora Liceo Arnaldo, e il 18 Giuseppe Lechi lesse la dichiarazione di indipendenza al Provveditore Battagia che decise di non opporsi stante il fatto che i francesi occupavano il Castello. Seguirono dopo duri combattimenti tra le strade tra i sostenitori di Venezia ed i gruppi favorevoli ai francesi, prevalsero questi ultimi; il Podestà della città, Giovanni Alvise Mocenigo, fuggì a Venezia travestito da contadino mentre il Procuratore Battagia fu incarcerato a seguito del ferimento a morte di un giacobino bergamasco nei pressi della caserma di cavalleria in vicolo San Giorgio ed, infine, consegnato ai francesi.
Il 19 marzo i Tre Inquisitori di Stato riferirono allo stesso Senato lo stato generale dei reggimenti veneti: tagliati i collegamenti con Bergamo, Brescia ancora tranquilla (a Venezia non erano ancora giunte le notizie dei sollevamenti) ed anche Crema, per la quale si richiedeva però un rafforzamento del presidio militare; al contrario, a Verona cresceva lo scontento verso i francesi mentre Padova era stata posta in osservazione per timore di fermenti connessi agli studenti dello Studium.
(Relazione dei Tre Inquisitori di Stato del 19 marzo 1797 sullo stato delle provincie venete)
Il 22 marzo il Senato dispose l'invio di Francesco Pesaro e Giovanni Battista Corner quali nuovi negoziatori presso Napoleone ed, in particolare, per perorare la restituzione di Bergamo e Brescia; Napoleone, in ogni caso, respinse le richieste, aggiungendo che avrebbe potuto offrire la possibilità di stringere un'alleanza con la Repubblica e l'intervento dell'esercito francese per reprimere le sollevazioni popolari, dietro la consegna di sei milioni di franchi d'oro in sei mesi. Le proposte di Napoleone, tuttavia, furono declinate tanto dagli ambasciatori quanto dal Senato.
Il giorno successivo, dal canto suo, il Senato provvide a inviare attestati di gratitudine sovrana alle città e castelli mantenutisi fedeli, insieme ai primi provvedimenti difensivi: si decretò lo sbarramento delle lagune, l'istituzione di ronde armate nelle città del Dogado, il richiamo delle unità navali di stanza in Istria, l'incremento delle attività dell'Arsenale ed infine l'invio di rinforzi di truppe oltremarine in Terraferma.
Il 24 marzo, comunque, giunsero i rinnovi di fedeltà da parte delle cittadinanze di Vicenza e Padova, in breve seguite da Verona, Bassano, Rovigo e, di lì a poco, da tutti gli altri centri. Numerose deputazioni giunsero persino dalle valli bergamasche, pronte a sollevarsi contro i francesi.
Il 25 marzo, però, i rivoluzionari lombardi occuparono Salò, seguita, il 27 marzo, da Crema, dove il giorno successivo venne proclamata la Repubblica Cremasca. Anche i napoleonici si facevano sempre più spavaldi, intervenendo prima con un corpo di cavalleria nella repressione della resistenza cremasca e poi, il 31 marzo, colpendo con fuoco d'artiglieria Salò, ribellatasi ai giacobini. Questa però resistette, riconsegnandosi a Venezia.

### La controffensiva anti-giacobina di Venezia
La notizia delle insurrezioni di Brescia e Bergamo, unite ai provvedimenti militari difensivi di Venezia ed alla pubblicazione di un proclama antifrancese attribuito all'ex provveditore Francesco Battagia - ma nella realtà un falso - indussero Napoleone, preoccupato della sicurezza delle retrovie, di inviare una lettera al Generale Lallement in cui intimava al Senato l'immediata liberazione dei detenuti nelle carceri veneziane, la riduzione dei presidi militari ed il disarmo delle milizie.
La lettera di Bonaparte fu recapitata al Senato dai generali Junot e Lallement. Dopo un dibattito fiacco, i Savi acconsentirono all'invio di una deputazione incaricata di chiedere l'appoggio di Napoleone per restaurare l'ordine nei territori di terraferma mentre fu respinta la proposta di sospendere i reclutamenti militari per evitare di fornire nuovi pretesti di intervento ai francesi. Nel frattempo, l'ambasciatore veneziano a Parigi, Alvise Querini, tentò di intavolare negoziati con il Direttorio promettendo a Barras di garantire una somma di 700 000 lire, in cambio della garanzia dell'indipendenza della Repubblica; parimenti, anche l'ambasciatore a Vienna tentava di ottenere l'appoggio imperiale ma invano.
Il 15 aprile, infine, l'ambasciatore di Napoleone a Venezia informò la Signoria dell'intenzione francese di sostenere e promuovere le rivolte contro il tirannico governo della Repubblica. Questa rispose emanando un bando per imporre a tutti i sudditi la calma e il rispetto della neutralità.

### IlPreliminare di Leobene lePasque veronesi

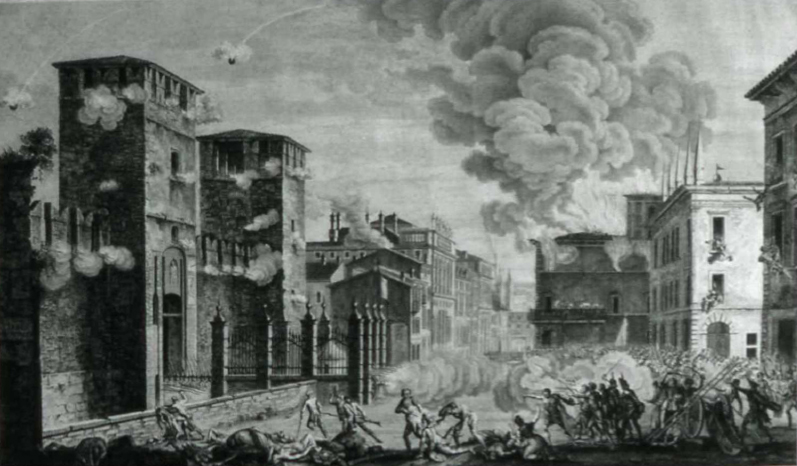
L'assalto di Castel Vecchio durante le Pasque veronesi

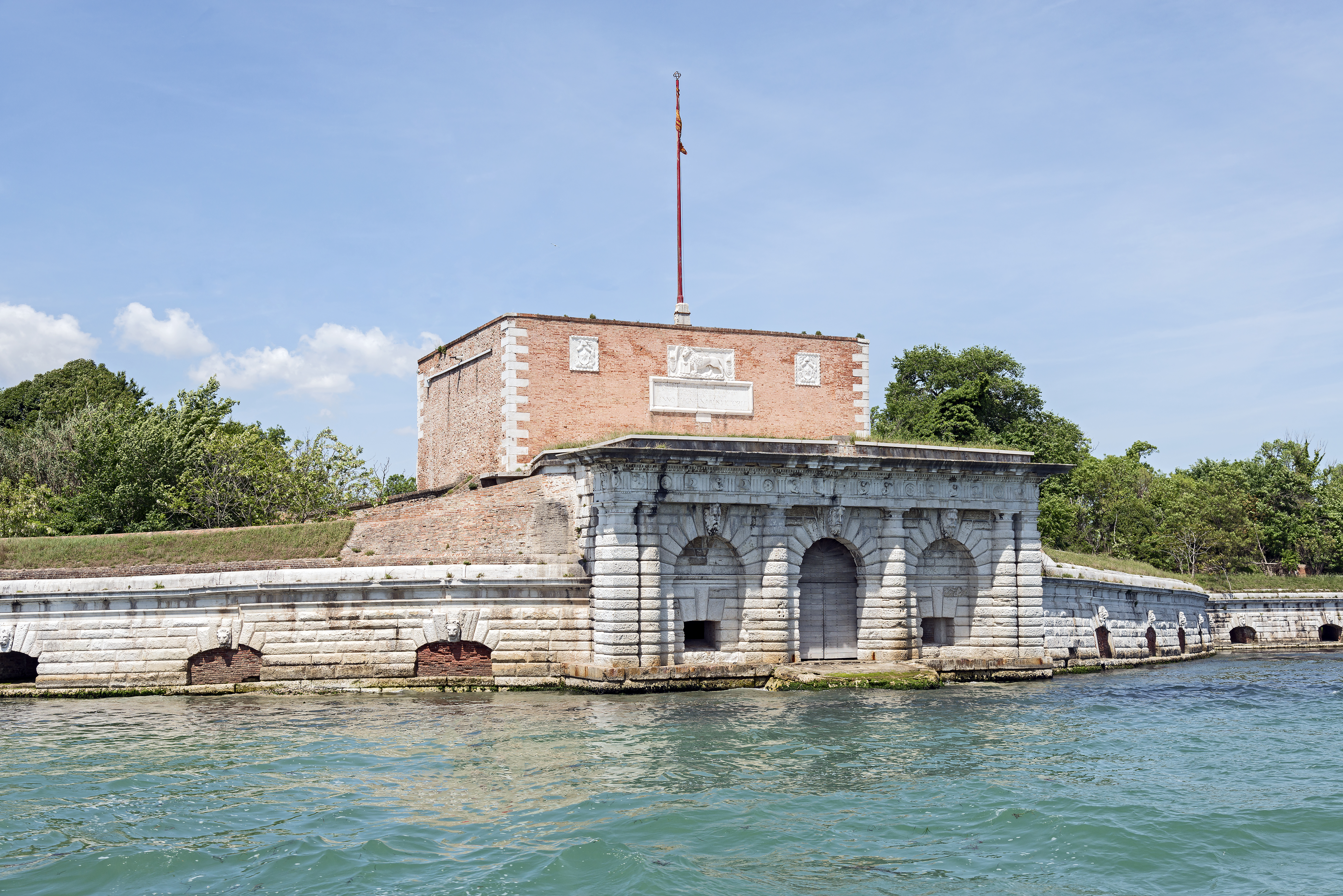
Il Forte di Sant'Andrea, da cui vennero sparate le salve d'artiglieria che affondarono Le Libérateur d'Italie

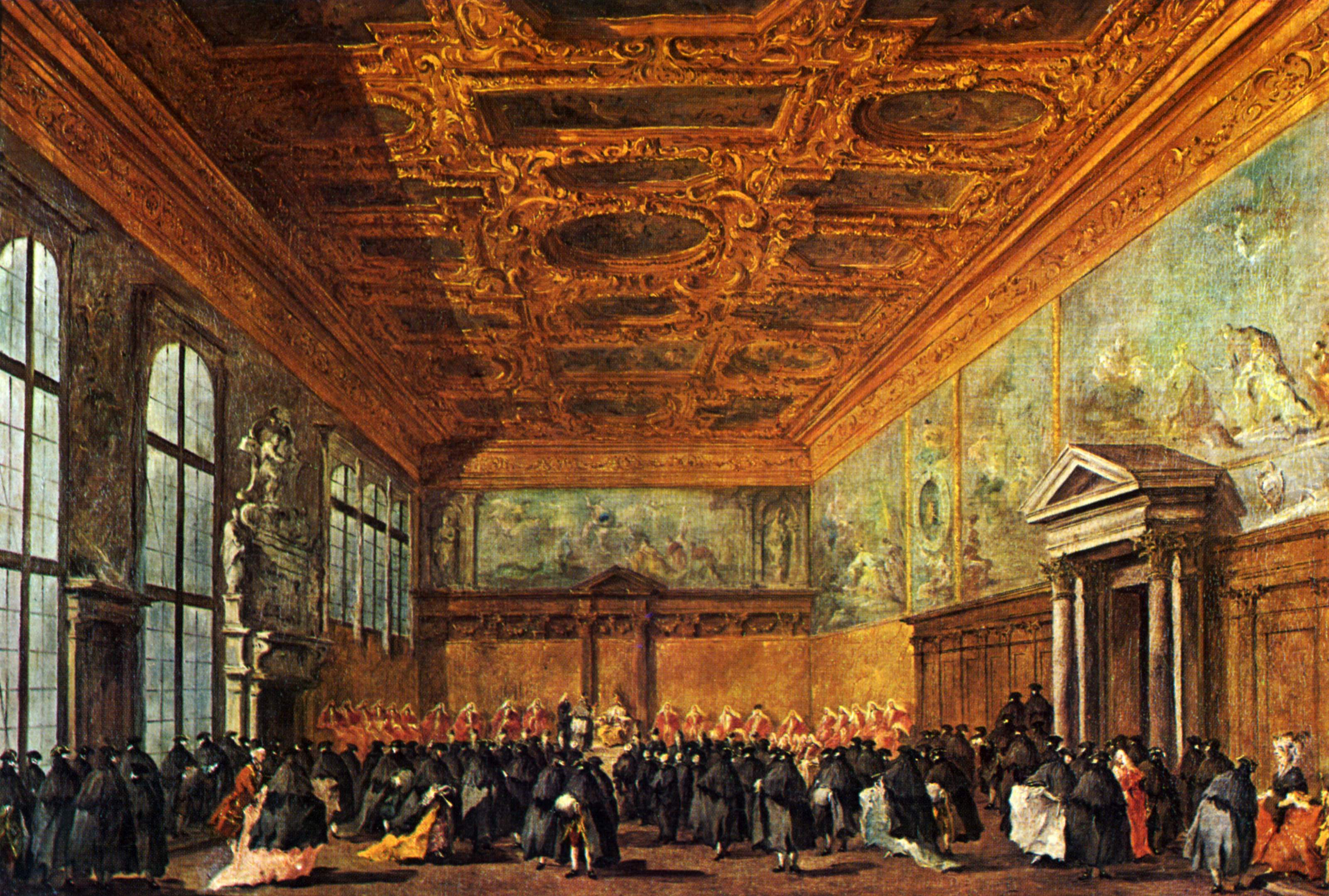
Un'udienza ducale in un dipinto di Francesco Guardi, realizzato tra il 1770 e il 1775

Il 17 aprile 1797 Napoleone firmò a Leoben, in Stiria, un preliminare di pace con i rappresentanti dell'imperatore Francesco II mediante il quale disponeva la cessione dei Domini di Terraferma tranne Bergamo all'Impero, in cambio dello sgombero dei Paesi Bassi da parte di quest'ultimo.
Nello stesso giorno scoppiarono le Pasque veronesi: a seguito di alcuni scontri tra le truppe venete acquartierate (principalmente milizie e schiavoni) e drappelli francesi, infatti, anche una parte della popolazione, stanca dell'arroganza dei francesi, scese nelle strade in rivolta, iniziando a catturare, disarmare e massacrare tutti i francesi in cui si era imbattuta. La guarnigione francese, ritiratasi nella fortezza, fece ricorso all'artiglieria mentre i funzionari della Serenissima, dopo un tentativo di tregua, avevano schierato l'esercito regolare. Ricevuta la notizia dell'insurrezione, il Senato dispose l'invio di nuove truppe. L'iniziativa del Senato, però, non riuscì a prevenire l'arrivo in città di unità francesi guidate dal Generale Victor, le quali repressero nel sangue ogni moto ed imposero una nuova municipalità.
Il 20 aprile scoppiò un nuovo incidente, questa volta all'imboccatura della Laguna: la fregata francese Le Libérateur d'Italie tentò di forzare il porto del Lido, nel tentativo di saggiarne le difese; dopo aver comandato il ritiro, il comandante veneziano del forte di Sant'Andrea fece fuoco con le artiglierie e prese possesso della nave francese, dopo aver ucciso il comandante.
Il 25 aprile, festa di San Marco, si svolse l'incontro a Graz tra la deputazione della Serenissima e Napoleone il quale, di fronte agli sbigottiti emissari, rinfacciò alla Repubblica di avere rifiutato la sua generosa proposta di alleanza, asserì di possedere ottantamila uomini in armi e venti cannoniere pronte a rovesciare Venezia, lanciò una tremenda minaccia:
(Napoleone Bonaparte.)
Il 28 aprile, al rientro degli ambasciatori in città, i Savi disposero di non convocare più il Senato, delegando ogni deliberazione ulteriore alle consulte, organi illegali e non previste dall'Ordinamento della Repubblica, mentre Vicenza e Padova venivano occupate dai francesi, che si attestavano all'imboccatura della Laguna.
Il 30, una lettera di Napoleone, ormai attestatosi a Palmanova, informò la Signoria dell'intenzione da parte del generale di modificare la forma di governo della Repubblica e lanciava un ultimatum di quattro giorni.
Il 1º maggio il Doge Manin convocò il Maggior Consiglio con la finalità di relazionare sugli eventi accaduti e discutere delle proposte di modifica alle istituzioni della Serenissima, in modo da conformarsi alle pretese di Napoleone: veniva, infine, autorizzato l'invio di un'altra ambasciata allo scopo di trattare con il Generale. Lo stesso giorno, tuttavia, Bonaparte pubblicò a Palmanova un manifesto che si concludeva con l'ingiunzione all'ambasciatore Lallement di lasciare Venezia e con una formale dichiarazione di guerra nei confronti della Repubblica.
Al contrario, il 3 maggio, Venezia revocò l'ordine generale di reclutamento per le cernide della Dalmazia. Poi, nell'ennesimo tentativo di placare Napoleone il 4 maggio, con 704 voti favorevoli, 12 contrari e 26 astenuti, il Maggior Consiglio deliberò l'accettazione delle richieste francesi, accondiscendendo all'arresto del castellano di Sant'Andrea di Lio, responsabile dell'affondamento del Le Libérateur d'Italie, e dei Tre Inquisitori di Stato, magistratura particolarmente invisa ai rivoluzionari in quanto suprema garanzia del sistema oligarchico veneziano.
L'8 maggio il Doge si dichiarò pronto a deporre le insegne nelle mani dei capi giacobini, invitando nel contempo tutte le magistrature allo stesso passo. Tutto questo nonostante il consigliere ducale Francesco Pesaro lo spronasse a fuggire a Zara, possedimento ancora sicuro. Venezia d'altra parte disponeva ancora della propria potente flotta e dei fedeli possedimenti istriani e dalmati, oltre che delle intatte difese della città e della laguna. Nel corpo della nobiltà serpeggiava però il terrore di una possibile rivolta popolare. L'ordine diramato fu quindi quello di smobilitare le fedeli truppe di Schiavoni presenti in città.
Lo stesso Pesaro sfuggì all'arresto, ordinato per ingraziarsi Napoleone, lasciando Venezia.
La sera dell'11 maggio, l'ultima prima della convocazione del Maggior Consiglio e sotto la minaccia dell'invasione, l'anziano doge esclamò:

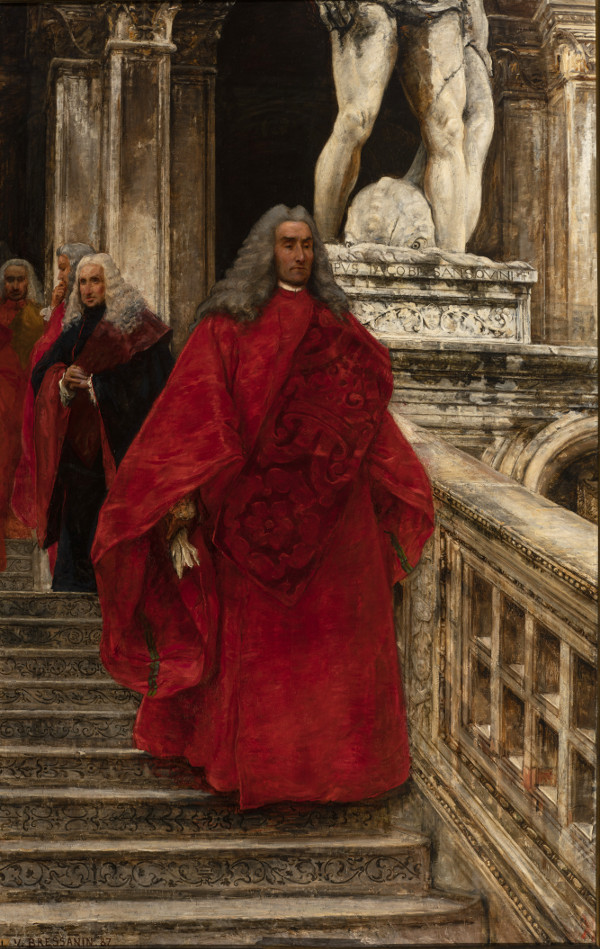
L'ultimo Senato della Repubblica di Venezia, di Vittorio Emanuele Bressanin, XIX secolo.

(Ludovico Manin)

### Il 12 maggio 1797: la caduta della repubblica

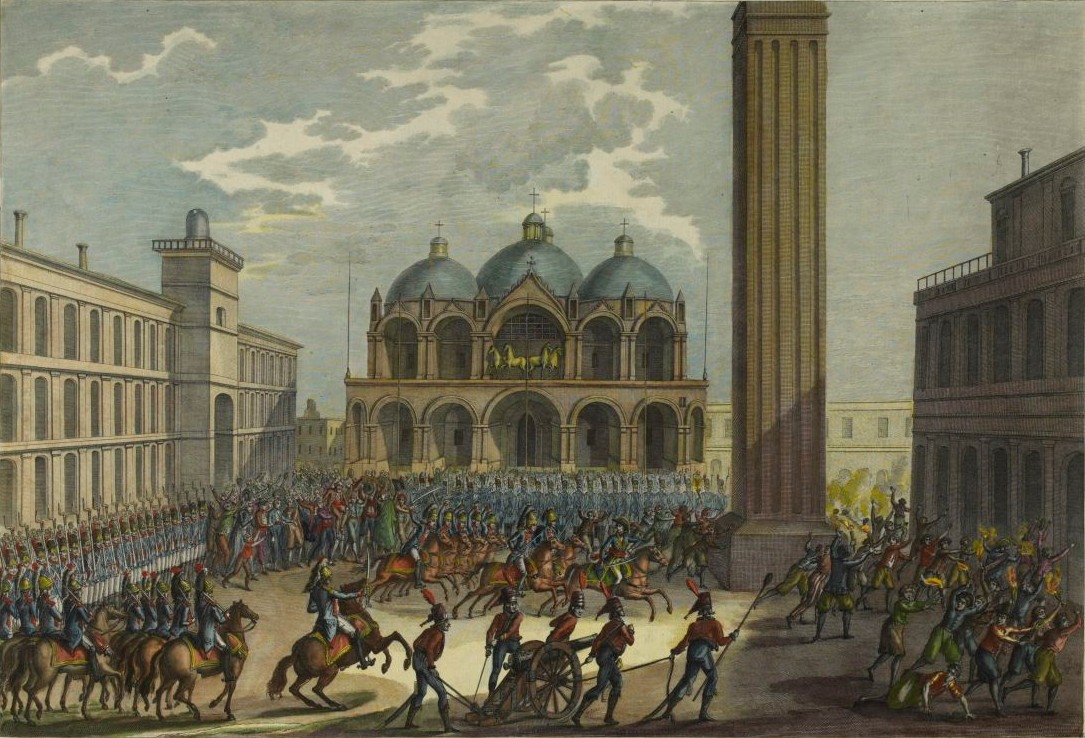
Ingresso di Napoleone a Venezia

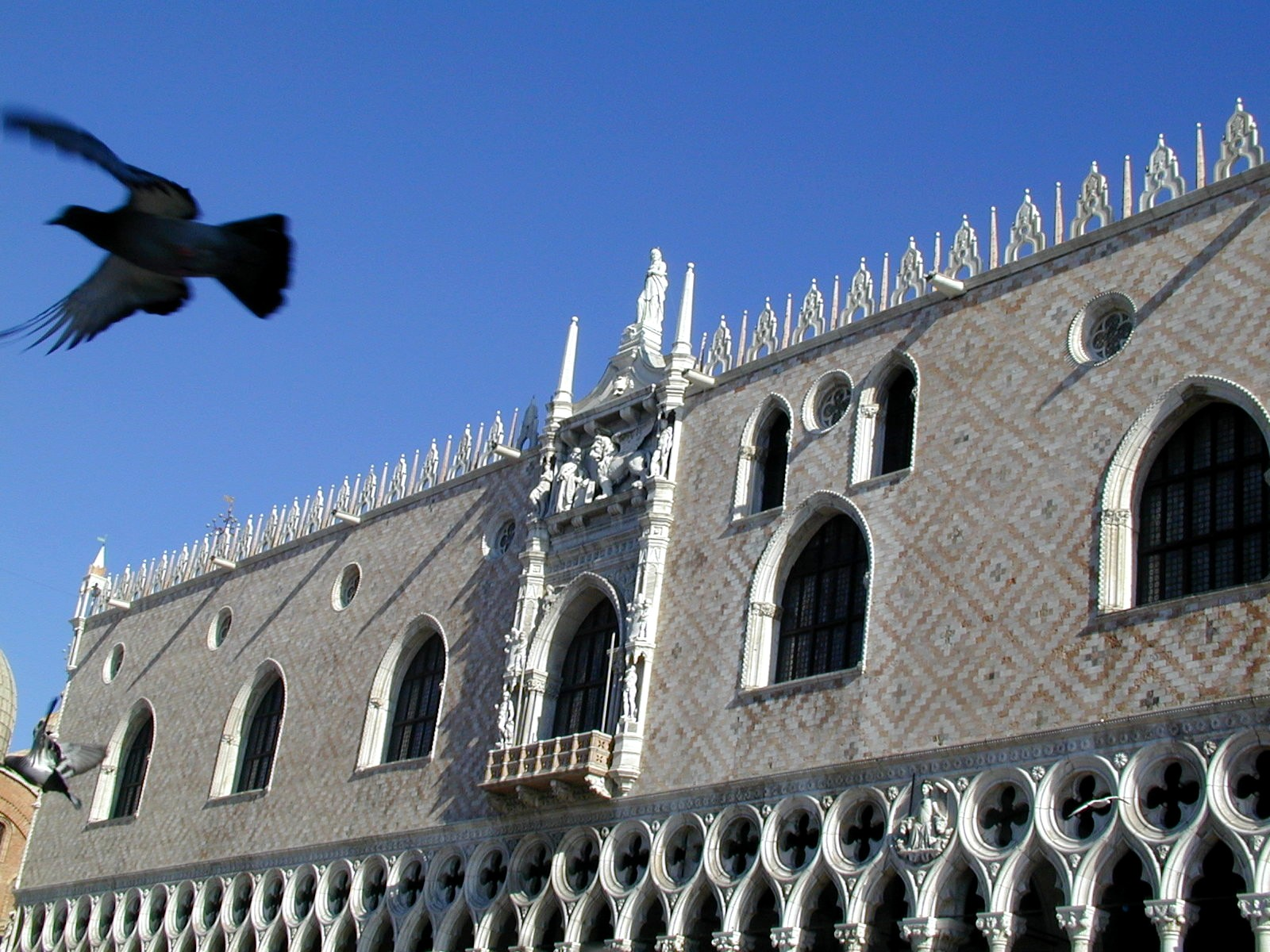
Il balcone di Palazzo Ducale da cui il 12 maggio 1797 fu annunciata al Popolo l'abdicazione del Maggior Consiglio e la fine della serenissima repubblica

Il vessillo con il Leone di San Marco, innalzato sulle antenne di piazza san Marco dalla popolazione insorta in favore della decaduta repubblica

La mattina del 12 maggio, tra voci di congiure e dell'imminente attacco francese, il Maggior Consiglio della repubblica si riunì per l'ultima volta. Nonostante alla seduta fossero presenti solo 537 dei mille e duecento patrizi aventi diritto e mancasse quindi il numero legale, il doge, Ludovico Manin, aprì la seduta con le seguenti parole:
(Ludovico Manin, discorso all'ultima seduta del Maggior Consiglio.)
Si procedette quindi a esporre le richieste francesi, portate da alcuni esponenti giacobini veneziani, che prevedevano l'abdicazione del governo in favore di una Municipalità Provvisoria, l'innalzamento in piazza san Marco dell'albero della libertà, lo sbarco di un contingente di 4000 soldati francesi e la consegna di alcuni magistrati che più avevano sostenuto l'ipotesi di resistenza. Il suono, proveniente dalla piazza, delle salve di moschetto degli Schiavoni intenti a salutare il vessillo di san Marco prima di imbarcarsi, provocò nell'assemblea il terrore che fosse scoppiata una rivolta. Così si procedette immediatamente alla votazione e, con 512 voti favorevoli, 5 astenuti e 20 contrari, la repubblica fu dichiarata decaduta. Mentre il consiglio si scioglieva frettolosamente, il Doge e i magistrati deposero le insegne e si presentarono quindi al balcone di Palazzo Ducale per fare l'annuncio alla folla radunatasi nella sottostante piazzetta. Al termine della lettura del decreto di scioglimento del Governo, il popolo si sollevò.
Anziché inneggiare alla rivoluzione, però, com'era stato nei peggiori timori del patriziato veneziano, il popolo, al grido di viva san Marco! e viva la repubblica, issò il gonfalone marciano sulle tre antenne della piazza, tentando di reinsediare il Doge e attaccarono le case e i beni dei giacobini veneziani. I magistrati tentarono di riportare l'ordine, temendo di dover rispondere ai francesi dei tumulti, e verso sera le ronde di arsenalotti e i colpi di artiglieria sparati a Rialto riportarono l'ordine in città.

### Gli ultimi atti del doge
La mattina del 13 maggio, ancora nel nome del serenissimo principe e con l'usuale stemma marciano, furono emanati tre proclami, coi quali si minacciava di morte chiunque avesse osato sollevarsi, si ordinava la restituzione presso le Procuratie dei frutti del saccheggio e infine si riconoscevano i capi giacobini come benemeriti della patria. Poiché il giorno successivo scadeva il termine ultimo dell'armistizio concesso da Napoleone, dopo il quale i francesi avrebbero forzato l'entrata in città, si accondiscese infine a inviare loro le imbarcazioni necessarie a trasportare quattromila uomini, dei quali milleduecento destinati a Venezia e i restanti alle isole e alle fortezze che la circondavano.
Il 15 maggio l'ultimo doge lasciò per sempre il Palazzo Ducale per ritirarsi nella residenza della sua famiglia, annunciando nell'ultimo decreto dell'antico governo la nascita della municipalità provvisoria che prese possesso del potere il giorno dopo, 16 maggio 1797.

## Conseguenze
Il territorio metropolitano della ex repubblica restò quindi sotto occupazione francese per tutto il 1797. A seguito della firma del trattato di Campoformio, agli inizi del 1798 fu ceduto dalla Francia all'Austria come Provincia Veneta.